# Puchar Pokoju i Przyjaźni 1971
Sezon 1971 Pucharu Pokoju i Przyjaźni – dziewiąty sezon Pucharu Pokoju i Przyjaźni. Mistrzem wśród kierowców został Klaus-Peter Krause (Melkus 64), natomiast mistrzostwo narodów wywalczyło NRD.

## Kalendarz wyścigów
Źródło: formula2.net
| Runda | Data      | Tor     | Pole position | Najszybsze okrążenie | Zwycięzca (kierowcy) | Zwycięzca (zespoły) |
| ----- | --------- | ------- | ------------- | -------------------- | -------------------- | ------------------- |
| 1     | 9 maja    | Mińsk   | ?             | ?                    | Heinz Melkus         | ?                   |
| 2     | 7 czerwca | Schleiz | Ulli Melkus   | Heinz Melkus         | Wolfgang Küther      | ?                   |

## Klasyfikacja
| Legenda oznaczeń w tabelach wyników Wyświetl szablon na nowej stronie | Legenda oznaczeń w tabelach wyników Wyświetl szablon na nowej stronie                                                                     |
| Oznaczenie                                                            | Wyjaśnienie |
| --------------------------------------------------------------------- | --- |
| Złoty                                                                 | Zwycięzca lub mistrzostwo |
| Srebrny                                                               | 2. miejsce lub wicemistrzostwo |
| Brązowy                                                               | 3. miejsce lub II wicemistrzostwo |
| Zielony                                                               | Ukończył, punktował (w klasyfikacji generalnej, gdy zdobył co najmniej jeden punkt na przestrzeni sezonu, poza trzema powyższymi opcjami) |
| Niebieski                                                             | Ukończył, nie punktował (w klasyfikacji generalnej, gdy nie zdobył co najmniej jednego punktu na przestrzeni sezonu)                      |
| Czerwony                                                              | Nie zakwalifikował się (NZ) |
| Czerwony                                                              | Nie prekwalifikował się (NPK) |
| Różowy                                                                | Nie ukończył (NU) |
| Różowy                                                                | Niesklasyfikowany (NS) (w klasyfikacji generalnej, gdy nie został sklasyfikowany w żadnym wyścigu sezonu)                                 |
| Czarny                                                                | Zdyskwalifikowany (DK) |
| Czarny                                                                | Wykluczony (WYK/EX) |
| Biały                                                                 | Nie wystartował (NW) |
| Biały                                                                 | Kontuzjowany (K/INJ) |
| Biały                                                                 | Wyścig odwołany (OD/C) |
| Bez koloru                                                            | Został wycofany (WYC/WD) |
| Bez koloru                                                            | Nie przybył (NP/DNA) |
| Bez koloru                                                            | Nie brał udziału w treningach (NT/DNP) |
| Bez koloru                                                            | Nie został zgłoszony (–) |
| Pogrubienie                                                           | Start z pole position |
| Kursywa                                                               | Najszybsze okrążenie wyścigu |
| †                                                                     | Nie ukończył, ale jego rezultat został zaliczony ze względu na przejechanie więcej niż 90% dystansu wyścigu.                              |
| *                                                                     | Sezon w trakcie |
| 1/2/3                                                                 | Punktowana pozycja w sprincie kwalifikacyjnym                                                                                             |
| Lista systemów punktacji Formuły 1                                    | |

### Kierowcy
| Poz. | Kierowca           | MNS | SLZ |
| ---- | ------------------ | --- | --- |
| 1    | Klaus-Peter Krause | 3   | 2   |
| 2    | Ulli Melkus        | 2   | 3   |
| 3    | Heinz Melkus       | 1   | 9   |
| 4    | Manfred Berger     | ?   | 4   |
| 5    | Dieter Pankrath    | ?   | 5   |
| 6    | Enn Griffel        | 5   | 6   |
| ?    | Wolfgang Küther    | -   | 1   |
| ?    | Władimir Grekow    | 4   | -   |
| ?    | Lew Szuwałow       | 6   | -   |
| ?    | Madis Laiv         | NU  | 7   |
| ?    | Manfred Lesche     | -   | 8   |
| ?    | Siegfried Scholz   | -   | 10  |
| ?    | Jürgen Käppler     | -   | 11  |
| ?    | Frank Hausmann     | -   | 12  |
| ?    | Jurij Andriejew    | -   | 13  |
| ?    | Anatolij Sebejkin  | NU  | -   |
| ?    | Henry Saarm        | NU  | NU  |
| ?    | Nikołaj Iwanow     | NU  | -   |
| ?    | Siegfried Bubenik  | -   | NU  |
| ?    | Wolfgang Krug      | -   | NU  |
| ?    | Dieter Lindner     | -   | NU  |

### Zespoły
| Miejsce | Zespół |
| ------- | ------ |
| 1       | NRD    |
| 2       | ZSRR   |